# 浄化槽清掃技術者
浄化槽清掃技術者（じょうかそうせいそうぎじゅつしゃ）は浄化槽清掃技術者講習会を受講し、修了した者を指し、浄化槽法施行規則の第11条が定める「浄化槽清掃業の許可の技術上の基準」を満たすことになる。

## 講習
- 講習（浄化槽清掃技術者講習会）は9日間（61時間）おこなわれる[2]。具体的な日程は全国環境整備事業協同組合連合会、日本環境保全協会、全国一般廃棄物環境整備協同組合連合会、公益財団法人日本環境整備教育センターに問い合わせ願う。
- 講習の最終日に1時間の試験（考査）がおこなわれる[2]。合格率（修了率）は例年90%以上である[3]。講習修了者には受講修了証明証が交付される[4]。

### 受講資格
- 受講申請時点で浄化槽の清掃実務経験が2年以上であること[2]。

### 講習科目
1. 公衆衛生・環境保全及び浄化槽行政概論
2. 基礎知識・汚水処理原理
3. 浄化槽の構造・機能
4. 清掃
5. 衛生・安全対策